# Cladura microphallus
Cladura microphallus är en tvåvingeart som beskrevs av Alexander 1955. Cladura microphallus ingår i släktet Cladura och familjen småharkrankar. Inga underarter finns listade i Catalogue of Life.